# Inken Schönauer
Inken Schönauer (* 9. August 1973 in Braunschweig) ist eine deutsche Journalistin. Sie leitet das Ressort „Finanzen“ der FAZ.

## Werdegang
Nach ihrem Abitur 1993 am Martino-Katharineum und einem Austauschjahr an einer amerikanischen Highschool in Nashwauk studierte Schönauer Politikwissenschaft und Wirtschaftspolitik an der Universität Münster. Nebenbei arbeitete sie als Lokalreporterin beim Radio. 1999 begann sie ein Volontariat bei der Börsen-Zeitung in Frankfurt. Anschließend war sie fünf Jahre lang Redakteurin im Unternehmensressort. Ab 2004 schrieb Schönauer als Londoner Finanzmarktkorrespondentin für die Tageszeitung Die Welt. 2006 kehrte sie als Korrespondentin in Düsseldorf zur Börsen-Zeitung zurück. 2014 wurde sie Chefredakteurin des in der dfv Mediengruppe erscheinenden Euro Finance Magazins. Seit August 2019 leitet sie das Ressort Finanzen der F.A.Z.
Schönauer gehörte 2019 der Jury des „Deutschen Journalistenpreises Wirtschaft Börse Finanzen“ (djp) an. Sie ist Mitglied der „The Group of 20 + 1“, die jährlich die Auszeichnung European Banker of the Year vergibt.
Inken Schönauer ist verheiratet und hat zwei Söhne.